# Carumbé
Carumbé fue una editorial de discos y libros uruguaya que funcionó en la década de 1960.

## Historia
Fundada por el escritor y periodista Sarandy Cabrera, que cumplió el rol de director, funcionó entre 1962 y 1965. A través de ella Cabrera, editó varios discos en vinilo. A pesar de su breve historia y su limitada producción discográfica, este sello tuvo en su haber la edición de la primera grabación profesional de Los Olimareños.
En cuanto a libros, editó, entre otros, al escritor Alfredo Gravina.
El nombre de la editorial parte de la palabra en idioma guaraní "karumbe", que significa tortuga, animal que Cabrera adoptó también como logo de la empresa.
En una página de exposición de motivos, firmada por Daymán Cabrera, de Vintén Editor, esta editorial, creada en Suecia en 1980, se considera la continuadora del proyecto de Sarandy Cabrera en Carumbé.

## Libros publicados
Esta lista es actualizada periódicamente por un bot usando los contenidos de Wikidata, por lo que cualquier cambio manual se perderá.
| Wikidata  | Nombre                             | Autor              | Páginas | Fecha de publicación |
| --------- | ---------------------------------- | ------------------ | ------- | -------------------- |
| Q60535291 | La Tierra Charrúa                  | Américo Abad       | 112     | 1962                 |
| Q60535293 | Los ojos del monte y otros cuentos | Alfredo Gravina    | 86      | 1962                 |
| Q60535288 | Crónicas chinas                    | Guillermo Bernhard | 90      | 1964                 |

## Álbumes

### LP
| Artista        | Título                                       | Año | Serie   |
| -------------- | -------------------------------------------- | --- | ------- |
| Los Carreteros | Folklore uruguayo cantado por Los Carreteros |     | SU-3001 |

### EP
| Artista                                | Título                                     | Año  | Serie     |
| -------------------------------------- | ------------------------------------------ | ---- | --------- |
| Carlos Brandy / Milton Schinca         | La poesía uruguaya en la voz de los poetas |      | SU-3317-1 |
| Saul Ibargoyen Islas / Sarandy Cabrera | La poesía uruguaya en la voz de los poetas |      | SU-3317-2 |
| Los Olimareños                         | Los Olimareños                             | 1962 | SU-3317-3 |
| Víctor Santurio                        | Milongas de un gaucho pobre                |      | SU-3317-4 |